# Narmerpaletten

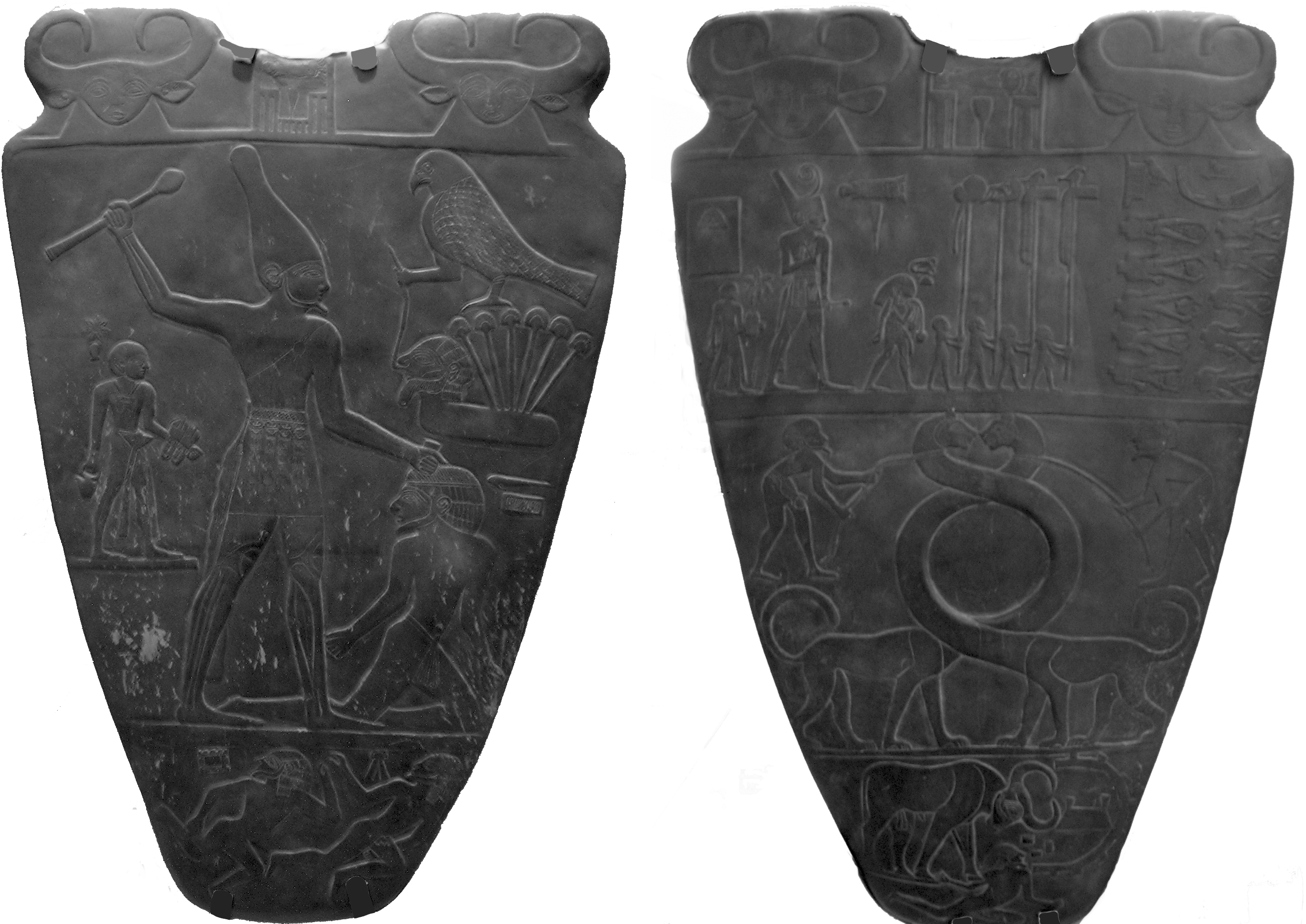
En kopia av Narmerpaletten från Royal Ontario Museum i Toronto, Kanada.

Narmerpaletten är en fornegyptisk stentavla från omkring 3 000 f.Kr som hittades vid utgrävningar i Nekhen år 1898. Paletten visar hur härskaren Narmer bär både Övre och Nedre Egyptens insignier vilket gett upphov till teorin att det var han som enade de båda rikena. Den finns i Egyptiska museet i Kairo.

## Paletten
Narmerpaletten är en 63 centimeter hög sköldformad tavla som skurits ur en flat grågrön siltsten i ett stycke. Båda sidorna är skurna och avbildar tidiga exempel på hieroglyfer. Narmer avbildas på båda sidorna och på ena sidan bär kungen Nedre Egyptens röda krona, Deshret, och på den andra Övre Egyptens vita krona, Hedjet.
Paletter var en typ av stenplatta som användes för att riva och blanda kosmetika som senare fick dekorativ betydelse. Narmerpaletten är för stor för att vara för personligt bruk men kan ha använts i andra rituella sammanhang. De tidigaste paletterna har funnits i Egypten i fördynastisk tid, innan år 3100 f. Kr. De tillverkades vanligen av mjuka bergarter som skiffer. Paletter med motiv har utgjort viktiga arkeologiska fynd från det forntida Egypten.

## Upptäckt
Paletten upptäcktes av de brittiska arkeologerna James E. Quibell och Frederick W. Green vid utgrävningar av Horustemplet i Nekhen.